# Vlado Janevski
Vlado Janevski (em  macedónio: Владо Јаневски) (Escópia, 20 de novembro de 1960) é um importante cantor macedónio. Foi o primeiro participante da Macedónia no Festival Eurovisão da Canção 1998 com a canção "Ne zori, zoro".

## Biografia
Vlado Janevski ( Skopje, 27 de novembro de 1960, onde ainda vive. Estudou literatura inglesa na  Universidade de Skopje Santos Cirilo e Metódio. Fala inglês, alemão, italiano e russo de forma fluente. Toca guitarra, piano e bateria e foi membro de várias bandas populares como "Tost Sendvich" (1976), "Bon-Ton" (1986), "Fotomodel" (1989) e "Lastovica" (1992). 
Como solista, participou em vários festivais tanto na Macedónia como moutras ex-repúblicas jugoslavas.  Em 1992 participou na l.ª pré-seleção Jugovizija em Belgrado (atual Sérvia) e entre 1994 e 1996 foi  parte do festival bielorrusso "Slavjanski Bazar". Na Macedónia natal, participou nos festivais "Interfest" (onde se classificou em primeiro lugar, em 1994), "Makfest" (onde se classificou em segundo lugar em 1994 e em primeiro em 1995) e o Skopje Fest em 1998, onde obteve a vitória e se converteu no primeiro representante oficial da Macedónia no Festival Eurovisão da Canção.

## Discografia

### Álbuns
- Parče duša (1993)
- Se najdobro (1996)
- Daleku e neboto (1996)
- Ima nešto posilno od se (2002)
- Vakov ili takov (2004)
- Povtorno se zaljubuvam vo tebe (2006)

### Singles
- 1998: Ne zori, zoro
- 2001: Nekogas i negde
- 2002: Evergrin
- 2002: Srce preku neboto
- 2003: Ako ne te sakam
- 2006: Povtorno se zaljubuvam vo tebe